# قائمة مدن أفغانستان

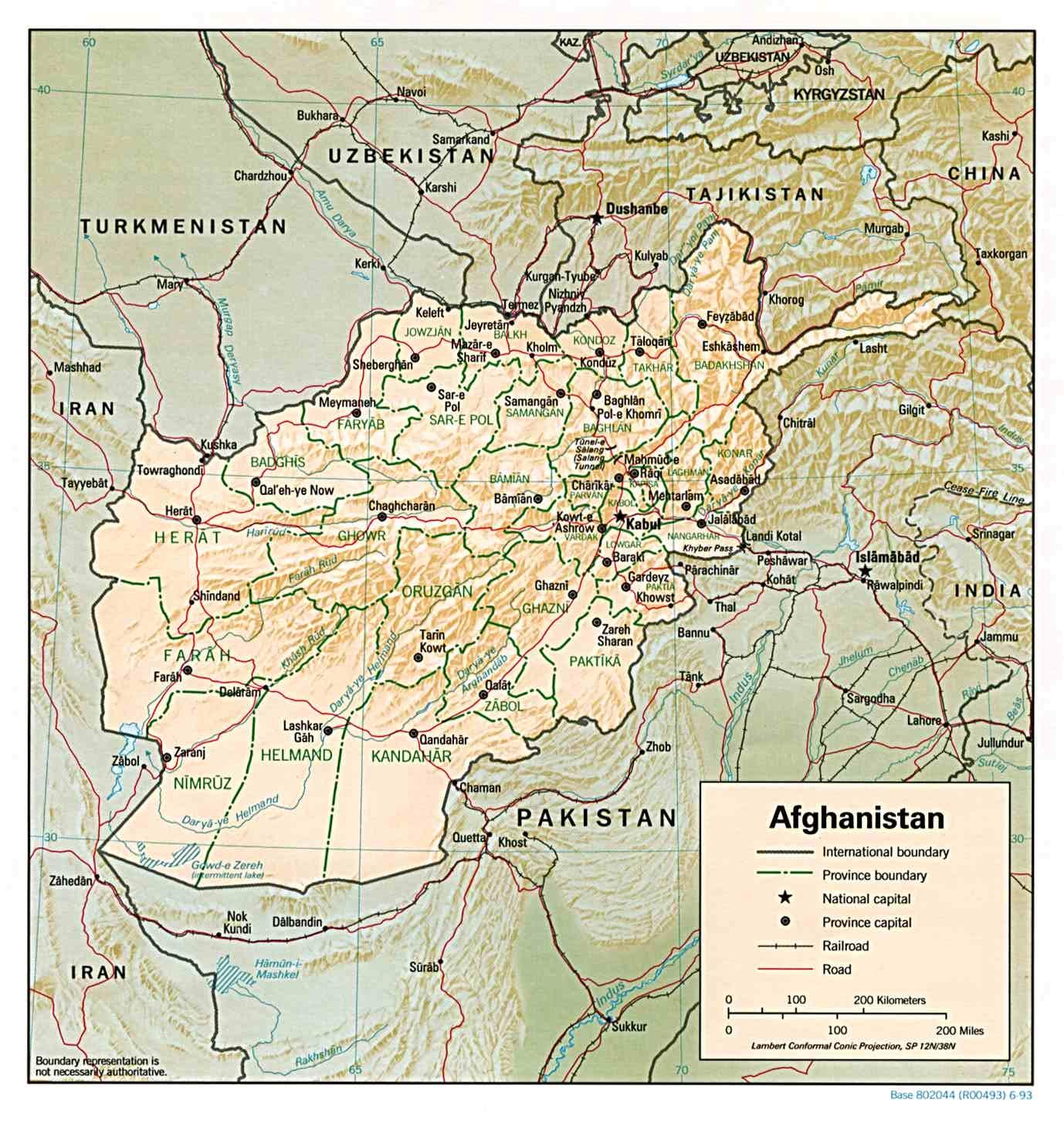
خريطة أفغانستان موضح عليها بعض المدن.

هذه قائمة ببعض مدن أفغانستان:
- كابول - 3,000,000
- قندهار - 450,300
- هرات - 349,000
- مزار شريف - 300,600
- کندز - 264,100
- تالقان - 196,400
- بل خمري - 180,800
- جلال آباد - 168,600
- شاريكار - 153,500
- شبرغان - 143,900
- غزنی - 141,000
- سربل - 136,000
- أسد آباد
- باميان
- بغلان
- ترين كوت
- زرنج
- فراه
- قلات
- ميدان شهر
- أيبك